# The Frozen Dead
The Frozen Dead este un film de groază britanic din 1967, regizat de Herbert J. Leder. Rolurile principale sunt interpretate de actorii Dana Andrews, Anna Palk și Philip Gilbert.

## Distribuție
- Dana Andrews - dr. Norberg
- Anna Palk - Jean Norburg
- Philip Gillbert - dr. Ted Roberts